# Pulitzer-Preis 1940
Im Jahr 1940 fand die 24. Verleihung der Pulitzer-Preise statt.

## Preisträger

### Journalismus
- Dienst an der Öffentlichkeit:
  - Waterbury Republican-American für die Kampagne zur Aufdeckung kommunaler Bestechung.
- Berichterstattung:
  - S. Burton Heath vom New York World-Telegram für die Enthüllung der Betrügereien des Bundesrichters Martin T. Manton.
- Korrespondenz:
  - Otto D. Tolischus von der The New York Times für seine Meldungen aus Berlin.
- Leitartikel:
  - Bart Howard vom St. Louis Post-Dispatch für seine ausgezeichneten Leitartikel im gesamten Jahr.
- Karikatur:
  - Edmund Duffy von The Baltimore Sun für The Outstretched Hand.